# José Cabral
José Cabral foi um político brasileiro do estado de Minas Gerais.
Foi eleito deputado estadual na Assembleia Legislativa de Minas Gerais para a 2ª Legislatura (1951 - 1955), pela UDN.

Foi Presidente do Clube Atlético Mineiro
José Cabral nasceu em 21 de agosto de 1911, no distrito de São Sebastião da Bela Vista, município de Santa Rita do Sapucaí, na região sul de Minas Gerais. Na sua gestão, o Atlético realizou sua primeira excursão à Europa em 1950, quando obteve o título simbólico de Campeão do Gelo. Na ocasião da conquista do título do segundo Campeonato Brasileiro, em 1971, ele fazia parte da diretoria do Clube como vice-presidente na administração Nelson Campos. Por diversas oportunidades, presidiu o Conselho Deliberativo do Galo.
O Atlético já prestou diversas homenagens para José Cabral, como a entrega do Galo de Prata, comenda maior do Clube, em 2001, e a entrega da Medalha do Centenário na cerimônia realizada pelo Conselho Deliberativo em 27 de março de 2008, no Palácio das Artes, comemorativa aos 100 anos do Galo.

No dia 06 de agosto de 2008, José Cabral faleceu aos 96 anos. Na partida entre Atlético e Santos na mesma data, houve um minuto de silêncio antes do início em luto por sua morte. O corpo do ex-presidente alvinegro foi sepultado no Cemitério Parque da Colina, em Belo Horizonte.